# Морган, Томас Хант
Томас Хант Мо́рган (англ. Thomas Hunt Morgan; 25 сентября 1866, Лексингтон — 4 декабря 1945, Пасадина) — американский биолог-генетик, один из основоположников генетики, председатель Шестого Международного конгресса по генетике в Итаке, Нью-Йорк (1932). Лауреат Нобелевской премии по физиологии и медицине 1933 года «За открытия, связанные с ролью хромосом в наследственности».

## Биография
Родился 25 сентября 1866 года в Лексингтоне (штат Кентукки). Старший сын дипломата Моргана. С детства питал склонность к естествознанию — обследовал округу, собирая коллекции окаменелостей, насекомых и растений.
В юношеском возрасте два летних сезона провёл в горах родного штата, занимаясь геологическими и биологическими изысканиями в экспедиции Геологической службы США.
В 1886 году Моргану была присвоена степень бакалавра в Государственном колледже штата Кентукки (преобразован в Кентуккийский университет). В 1887 году он поступил в Университет Джонса Хопкинса (Школа медицины Джонса Хопкинса) и три года спустя получил докторскую степень за исследования в области эмбриологии морских пауков. Освоив сравнительные и описательные методы биологии, Морган пришёл к выводу, что с их помощью невозможно объяснить механизм наследственной передачи признаков.
В 1897 году, изучая способность животных к регенерации (восстановление организмом утраченных частей тела), учёный опубликовал первую работу на эту тему — начало серии статей, впоследствии обобщённых в труде «Регенерация» (1901), — где подчёркнута взаимосвязь между регенерацией и эмбриональным развитием.
В 1904 году Морган был назначен профессором экспериментальной зоологии Колумбийского университета, где продолжил занятия эмбриологией.
В 1900 году были переоткрыты законы наследования признаков Г. Менделя. Это вызвало у Моргана интерес к новой сфере знаний — генетике. Исследуя мушку дрозофилу, обладающую всего четырьмя парами хромосом, высокой скоростью размножения и короткой продолжительностью жизни, учёный вместе со своими учениками К. Бриджесом, А. Стёртевантом и Г. Мёллером сформулировал так называемую хромосомную теорию наследственности. Обнаружив сцепленное наследование признаков, он предположил, что гены в хромосоме располагаются в тесной близости друг к другу, и составил «карты», отражающие эту картину.
В 1933 году Моргану была присуждена Нобелевская премия по физиологии и медицине «за открытия, связанные с ролью хромосом в наследственности».
Умер 4 декабря 1945 года в Пасадене (штат Калифорния) от желудочного кровотечения.

## Дрозофила
Длительные исследования явления наследственности и изменчивости видов закончились успехом только после экспериментов Моргана с мухой дрозофилой. Учёный разработал теорию генов как носителей определённых наследственных свойств, он разделил все изученные свойства дрозофилы на четыре группы, которые передаются по наследству и связаны с наличием у дрозофилы четырёх пар хромосом. Учёные предположили, что комбинации из этих хромосом не могут превышать тысячи различных генов. В зависимости от того, какие гены есть у мухи, она будет принадлежать к тому или иному виду. Тысяча экспериментов, проведённых с дрозофилой, позволила морганистам начертить карты, по которым можно определить, где в хромосоме находится тот или иной ген, что дало возможность предположить, в хромосомах всех растений и животных каждый ген находится в точно определённом положении.

## Научные труды
- Экспериментальные основы эволюции. — М.—Л.: Биомедгиз, 1936. — 250 с.
- Развитие и наследственность / Пер. Ю. Я. Керкис. — М.—Л.: Биомедгиз, 1937. — 242 с.

## Награды, научное признание
- Медаль Дарвина (1924)
- Силлимановская лекция (1924)
- Мессенджеровские лекции (1930)
- Нобелевская премия по физиологии или медицине (1933)
- Медаль Копли (1939)

Член академий:
- Член Национальной академии наук США (1909)[6], её президент (1927—1931)
- Иностранный член Лондонского королевского общества (1919)[7]
- Иностранный член-корреспондент Российской академии наук (1923) и иностранный почётный член Академии наук СССР (1932)[8]

В его честь названа медаль, присуждаемая Обществом генетиков Америки.

### Комментарии
1. ↑  Лабораторию Моргана в Колумбийском университете в шутку называли «мушиной комнатой»[5]

### Сноски
1. ↑  Biographical Memoirs of the Royal Society
2. ↑  The Nobel Prize in Physiology or Medicine 1933 (англ.). Nobel Media AB 2013. Дата обращения: 11 декабря 2013. Архивировано 23 мая 2020 года.
3. ↑  Коряков Д. Е., Жимулев И. Ф. Хромосомы. Структура и функции. — Новосибирск: Из-во СО РАН, 2009. — С. 12. — 258 с. — ISBN 978-5-7692-1045-7.
4. ↑  Morgan T.H., Sturtevant A.H., Muller H.J., Bridges C.B. The mechanism of mendelian heredity. — New York: Henry Holt and Company, 1915. — 262 с.
5. ↑  Прингл, 2022, с. 127.
6. ↑  Морган, Томас Хант на сайте Национальной академии наук США  (англ.)
7. ↑  Morgan; Thomas Hunt (1866—1945) (недоступная ссылка) (англ.)
8. ↑  Профиль Томаса Ханта Моргана на официальном сайте РАН